# Fiachu Muillethan
Fiachu Muillethan (i.e: Large couronne)  ou Fiachu Fer Da Liach (i.e Aux deux peines), fils d'Éogan Mór, est un roi légendaire issu des Deirgtine, ancêtres protohistoriques  des Eóganachta  qui sont  la dynastie historique des  roi de Munster (irlandais: Mumma ou Mumu).

## Origine
Comme son père  Éogan Mór, son grand père  Ailill Aulom, et son arrière grand-père Mug Nuadat, Fiachu Muillethan semble être un personnage fictif. Les circonstances de sa vie sont entièrement légendaires, et il semble avoir été inventé afin d'établir pour les  Eóganachta postérieurs  un ancêtre contemporain à l'Ard ri Erenn lui aussi mythique Cormac Mac Airt. C'est particulièrement flagrant dans le récit de la conception de  Fiachu tel qu'il est relaté dans le Cath Maige Mucrama.

## Règne
Fiachu Muillethan est connu essentiellement à partir du récit Forbhais Droma Dámhgháire, dans lequel il est assisté par le fameux Mog Ruith, lorsqu'il repousse une invasion de son royaume par Cormac Mac Airt.
Comme dans d'autres cas similaire, « Muillethan » et « Fer Da Liach » semblent avoir été initialement deux figures distinctes confondues dans un individu unique mythologique ou historique. Les généalogistes médiévaux eurent du mal à affirmer qu'ils étaient le même personnage, car ils utilisent comme seul argument l'histoire de la naissance de Fiachu dans le « Cath Maige Mucrama », un récit bien connue de fiction politique.
Alors que le règne de Fiachu Muillethan semble entièrement légendaire celui de son supposé petit-fils Conall Corc mac Lugaid le véritable fondateur des Eóganachta, contient sans doute des éléments historiques.

## Postérité
Fiachu Muillethan est réputé être le père de deux fils homonymes Ailill Flann Mór et Ailill Flann Bec.

## Sources
- (en) Cet article est partiellement ou en totalité issu de l’article de Wikipédia en anglais intitulé « Fiachu Muillethan » (voir la liste des auteurs), édition du 24 novembre 2012.
- (en) Edel Bhreathnach, The Kingship and landscape of Tara  Editor Four Press Courts (Dublin 2005)  (ISBN 1-85182-954-7) table 9, Early Éoganachta  p. 356-357.
- (en) Francis J. Byrne Irish Kings and High-Kings Four Court Press (Dublin 2001) réédition  (ISBN 1-85182-196-1).